# 그레일
그레일은 2개의 소형 탐사선으로 구성된 탐사선으로 달의 중력 지도를 만들어 달의 내부를 탐사하는게 목적인 탐사선이다. 그 외 목적은 달의 암석구조와 성분, 극단적인 달의 온도변화로 인한 지반의 모습, 달의 기원, 달의 핵 크기를 재는 것 등이 있다. 여기서
그레일은 달에 도착한 시간부터 2012년 8월 30일까지 데이터를 수집했다. 정리는 임무를 잠깐 쉴 때나 시간이 남을 때 했고 2012년 12월 5일 달의 중력지도를 업로드 하였다. A와 B로 구성되어 있으며, B가 A보다 8분 늦게 발사되었다. 발사체로는 델타 II로 A와 B 모두 9월 10일에 발사되었다. 2011년 12월 31일 A가 도착하였고, B가 2012년 1월 1일에 도착했다. 자전주기는 25시간이다.현재 두 탐사선은 추락했으며, 추락한 날짜는 2012년 12월 17일이다.

## 역사와 제작 배경
이 계획을 처음 제안&구상한 기관은 NASA와 JPL이었다. MIT의 Maria Zuber 교수가 이 계획의 상임 위원이었으며, NASA와 JPL이 이 프로젝트를 관리했다. 전체 예산으로 4억 9천 6백만 달러를 배정했다. 그리고 이 프로젝트는 디스커버리 계획으로 편입되었다.
이름 선정은 스피릿과 오퍼튜니티와 같은 방식으로 학생들이 정하는 것으로 했는데, Puerto Rico와 District of Columbia가 제안한 이름인 Ebb, Flow로 선정되었다.

## 과학장비
위치추적기:두 탐사선에게 위치측정기를 붙여놓아 두 탐사선이 멀어지는 현상을 이용해 달의 중력을 알 수 있었다. 여기서 붙인 위치측정기는 서로의 위치측정을 하는 것으로, 마이크로미터의 변화까지 측정할 수 있다.
Ka 밴드 중력 달 중력장 탐사 기계:Ka 밴드를 사용해 달의 중력을 탐사하는 장비다. 90%는 GRACE의 장비를 본떠 만들었다.
카메라(MoonKAM):달을 찍는 고해상도 카메라다. 디지털 비디오 촬영이 가능하다.

## 엔진
각 우주선의 실린 엔진은 약 22N(뉴턴)의 힘을 낼 수 있으며, 연료는 103.5kg로 하이드라진을 사용하였다. 엔진의 기능을 다 쓴 후에는 가압기로 사용했다.

## 발사
발사는 UTC-4를 기준으로 하여서 케이프 커내버럴에서 오전 9시 10분 발사 되었다.
발사하여 우주로 나갔을 때 그레일은 아폴로 계획처럼 3일만에 도착하는 궤도로 가지 않고 지구를 돌며 라그랑주 점을 지나 달로 갔다. 비록 오래 걸리긴 했으나 이는 연료를 아낄 수 있었다. 그리고 발사체와 장비도 보호하고, 근지점 50km 원지점 225km의 극궤도를 돌 수 있었다.
2011년 12월 31일 A가 도착하고 2012년 1월 1일 B가 도착했다. 두 탐사선은 같은 궤도를 서로 마주보고 돌며 2012년 8월 30일까지 데이터를 수집하고 이후부터는 정리와 자료 업로드 등을 하였다. 그리고, 주 임무인 2012년 12월 5일 중력지도가 업로드 되었다.

## 추락
두 탐사선은 5일 동안 궤도를 계속 낮추며 2012년 12월 17일 달의 산맥(정확한 위치는 북위 75° 37′ 서경 26° 38′ / 북위 75.62°  서경 26.63° )에 부딪히고 임무를 끝내었다. A가 먼저 부딪히고 B가 그 뒤에 A가 부딪힌 부분에 부딪혔다. 충돌할 때 속도는 1.68km/s였고, 마지막 임무로 연료를 효율적으로 사용하는 방법 등을 알았고, 이 탐사선이 추락한 곳에 최초의 여성 NASA 연구원인 샐리 라이드의 이름을 붙였다.

## 지원, 개발, 투자
- NASA
- JPL
- MIT
- 고더드 우주 비행 센터
- 록히드 마틴
- SRS

## 겔러리
그레일과 관련된 사진이다.

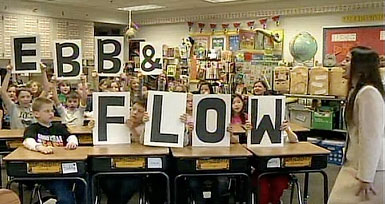
Ebb와 Flow
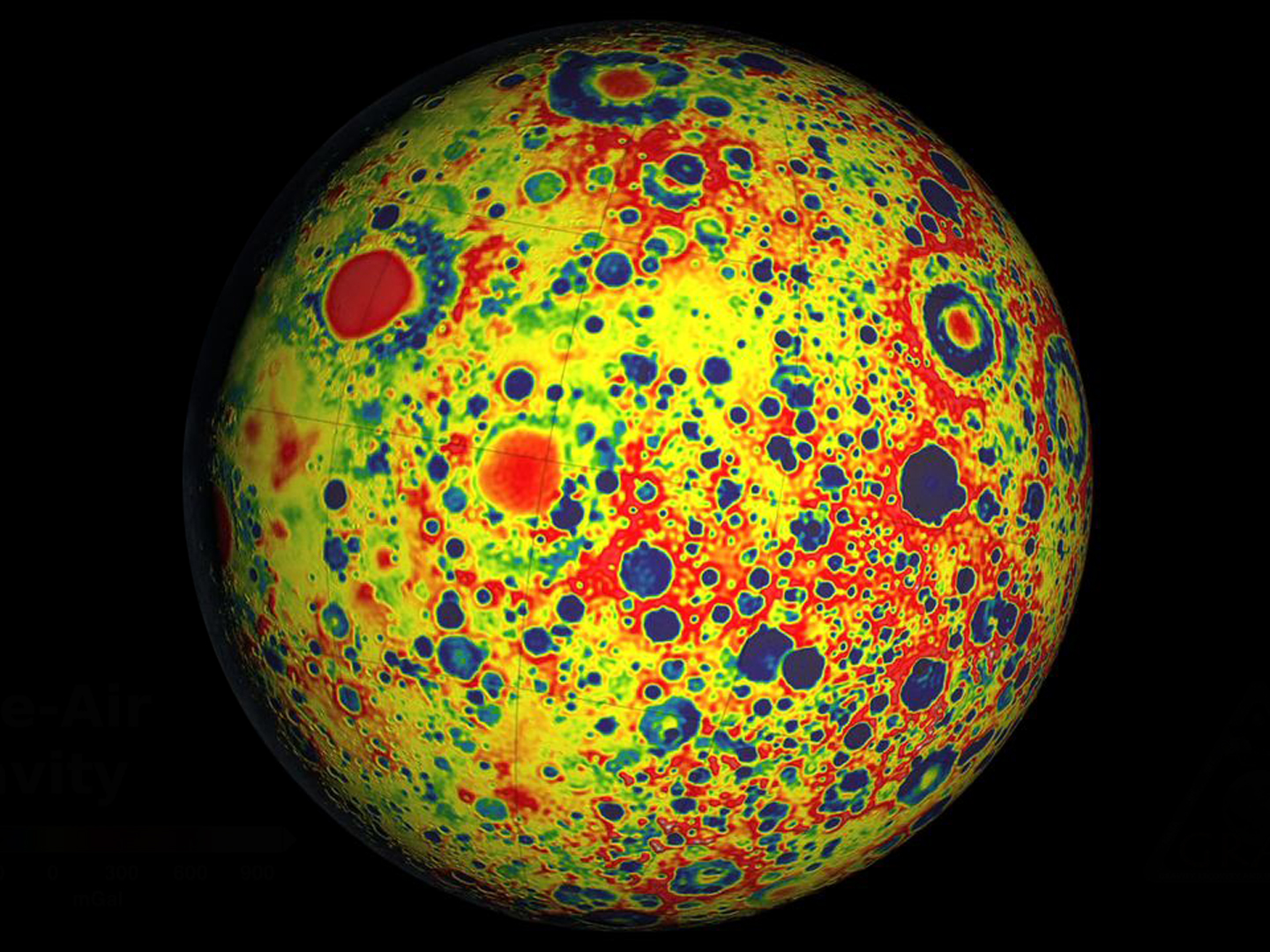
GRAIL의 중력 지도
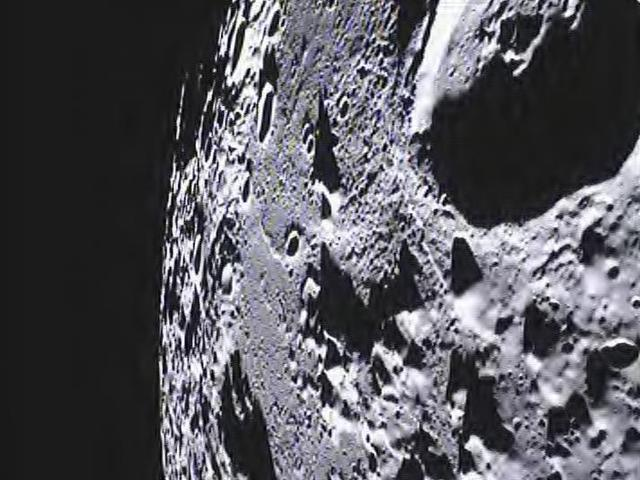
GRAIL의 MoonKAM이 찍은 사진
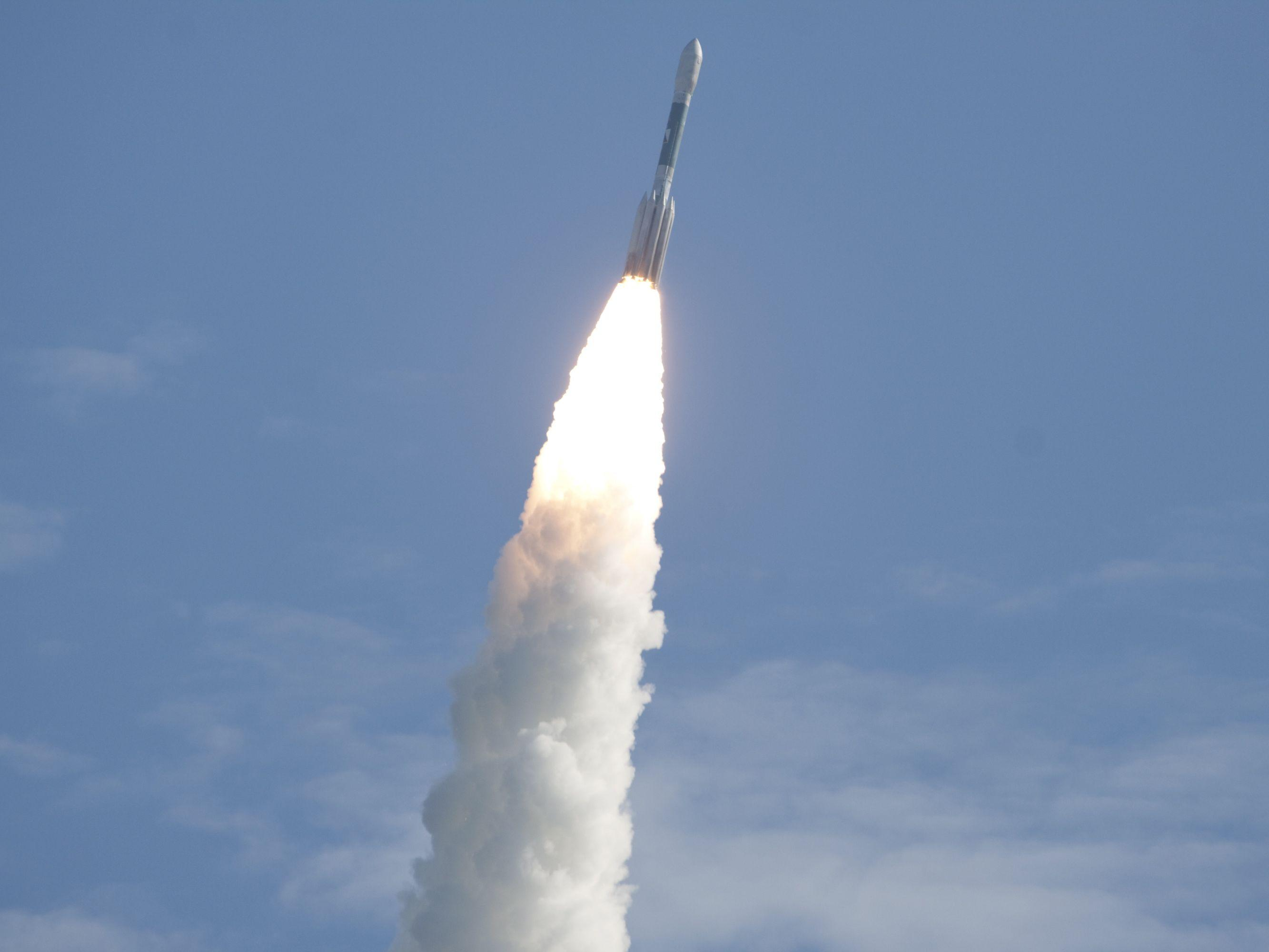
GRAIL의 발사 장면
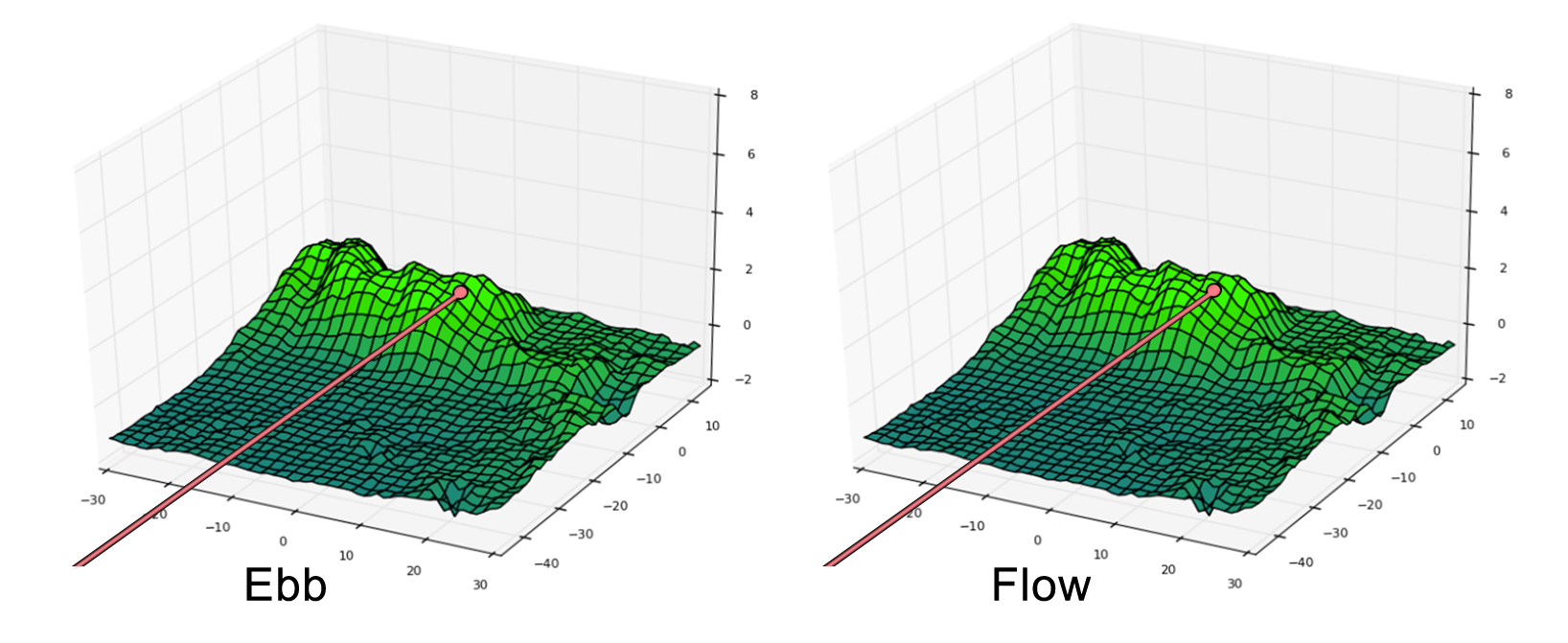
추락 위치 1
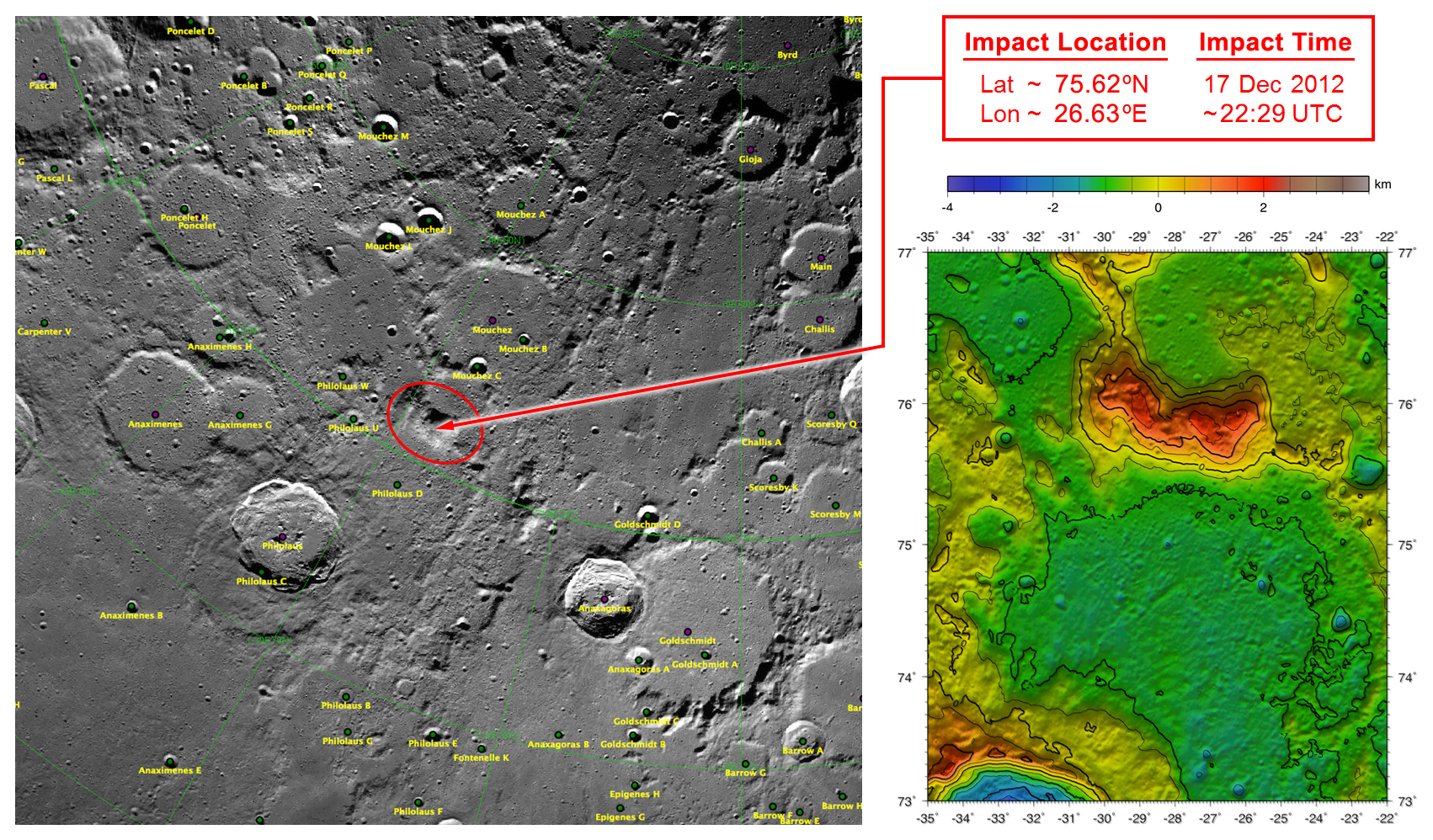
추락 위치 2